# Sylvain Kassap
Sylvain Kassap, né le 1er octobre 1956 à Villemomble, est un saxophoniste, clarinettiste et compositeur de jazz français et de musique contemporaine. Il pratique et enseigne la musique improvisée.

## Biographie
Sylvain Kassap s'initie à la batterie à l'âge de 12 ans. Il joue de la flûte dans des groupes lycéens où il rencontre Claude Barthélémy. Il est influencé par le rock (Jimi Hendrix, Soft Machine...) et ayant une grand-mère en Angleterre, il est informé des sorties en avance sur ses camarades. Il s'intéresse également aux musiques traditionnelles (groupe irlandais Planxty...) et au folk. Il découvre Albert Ayler et passe à l'étude du saxophone ténor.
Licencié en musicologie (1977), il côtoie dans son parcours professionnel des musiciens comme Michel Portal (1976, atelier de création radiophonique de France Musique) ou John Surman. Plus tard il fonde, notamment avec Bernard Vitet et Gérard Siracusa, le groupe Molto Mobile. Il entame une collaboration avec François Tusques en 1980, puis avec Günter Sommer l'année suivante. En 1985 il fonde un nouvel ensemble qui inclut notamment Claude Barthélemy. Il poursuit ses nombreuses collaborations : avec Yves Robert, Pablo Cueco, Michel Godard, Philippe Deschepper, Bruno Chevillon, Jacques Mahieux, Claude Tchamitchian, Eddy Louiss, Steve Lacy, Joe McPhee, Tony Coe, Okay Temiz, Anthony Ortega, Hélène Labarrière avec laquelle il se produit en duo depuis le début des années 1990. Il fonde, avec (entre autres) Henri Texier et Claude Barthélemy, le collectif Zhivaro et compose des musiques de films (Vaudeville et Grand Guignol de Jean Marbœuf) et de danse et théâtre.
En 1993, il fonde avec la harpiste Hélène Breschand et le flûtiste Franck Masquelier l'Ensemble Laborintus, dont le nom est un hommage au compositeur Luciano Berio, pour jouer le répertoire de musique ouverte du XXe siècle.
Il entame dans les années 2000 une collaboration avec le batteur américain Hamid Drake.
Ses influences sont variées, allant du free jazz aux musiques urbaines, musiques traditionnelles des Balkans ou d'autres régions d'Europe centrale.
Avec Didier Levallet, il cofonde le label Évidence et devient également producteur.

## Discographie sélective

### Sous son nom
- L’arlésienne (Nato – Nato 109, 1983) avec Bernard VITET (tp) , Didier LEVALLET (cb), Gunter SOMMER (dms)
- Saxifrages! (Évidence – EVCD 02, 1985) avec Yves ROBERT (tb), Michel GODARD & Gerard BUCQUET (tubas), Claude BARTHELEMY (gtre & el.b.), Bruno CHEVILLON (cb), Pablo CUECO (perc), Jacques MAHIEUX (dms)
- Foehn (Évidence  – EVCD 04, 1987) Solo
- Senecio (Évidence – EVCD 09, 1990) avec Jacques VEILLÉ (tb), Philippe DESCHEPPER (gtre), Claude TCHAMITCHIAN (cb), Pablo CUECO (perc.), Jacques MAHIEUX (dms & voc.) et Jean François CANAPE (tp), Michel GODARD (tuba)
- Istanbul da Eylül (Label La Lichere - CD LLL 67, 1990) avec Okay Temiz, Sylvain Kassap
- Quixote (Évidence, 1994)
- Strophes (Évidence – EVCD 826, 1998) avec Sylvain KASSAP (clarinettes), Jean François CANAPE (trompette), Hélène LABARRIERE (contrebasse), Christophe MARGUET (batterie)
- Boîtes (Évidence, 2011)
- Buenaventura Durruti, duo enregistré sur une seule piste (nato) les deux avec Didier Petit
- Double-peine (label: D'AUTRES CORDES) Duo avec Hélène Breschand
- TRIO DE CLARINETTES : RAMDAM (Évidence, 2008) avec Armand Angster, Sylvain Kassap, Jean-Marc Foltz
- Le Funambule (Dark Tree, 2019), duo avec Benjamin Duboc (contrebasse)

### En participation
- Piccolo (Frémeaux & Associés – FA 447, 2001) Avec Hélène LABARRIERE (contrebasse)
- Deux (Evidence – EVCD 721, 1997) Duo avec François Corneloup
- Pointe Noire (Nocturne - NPCD 516, 1994) Duo avec François CORNELOUP (saxophones)
- Istanbul da Eylül (La Lichère – LLL67) avec Okay TEMIZ (perc), Lennart ABERG (sax, flute), Nedim NALBANTOGLU (violon), Alain BLESING (gtre), Yves ROUSSEAU (cb).
- Bib (FMP, 2002) Avec Didier LEVALLET (cb) & Gunter SOMMER (perc)
- Cordes sur ciel (European Music Production – EPC 883) avec Okay TEMIZ (perc)
- Pozzallo (GRRR online, 2013) avec Jean-Jacques Birgé (clavier, electronics) et Nicolas Clauss (sons interactifs)

### Avec l’Ensemble ARS NOVA
- Laborintus II  de Luciano BERIO (L’Empreinte digitale, 2004)
- Sarnavo de Sylvain KASSAP (Signature/Radio France, 2004)

### Avec l’Ensemble LABORINTUS
- Dedales œuvres de Hans-Ulrich LEHMAN (Laborintus – A703)
- Ourobouros œuvres de François ROSSE (La Nuit transfigurée - LNT 340107)
- A LA MAISON œuvres de Georges APERGHIS, John CAGE, Sylvain KASSAP, Jacques REBOTIER, François ROSSE (Evidence, 2001)

## Compositions
- Articulation (2003) Partition pour clarinette basse ou pour tuba de Sylvain Kassap aux éditions Misterioso
- Début Partition pour clarinette de Sylvain Kassap aux éditions Misterioso
- Balkanique Partition pour clarinette de Sylvain Kassap aux éditions Misterioso
- Métropolitaines Partition pour clarinette de Sylvain Kassap aux éditions Misterioso
- Didascalies - Clarinette solo partition pour clarinette seule, Editions Gérard Billaudot (GB9415)
- More ! Partition pour alto seul, éditions Dhalmann (FD0269)
- Silver Eye Partition numérique pour ensemble de clarinettes composée pour 4 niveaux distincts , éditions Dhalmann (FD0463e) - Prix de l'enseignement musical 2014, Prix de la résidence d'un compositeur.
- Proverbs (of Hell) Partition de musique de chambre, éditions Dhalmann (FD0397) - Œuvre inspirée de poèmes de William Blake pour 8 musiciens.
- Sisty-one Ropes Shibari, pour mandoline, harpe et guitare (2017), pour le TrioPolycordes
- Scansions, pour orchestre à plectre (2023), pour l'ensemble MG21[4].